# Stelică Morcov
Stelică Morcov (né le 1er novembre 1951) est un lutteur roumain spécialiste de la lutte libre. Il a participé aux Jeux olympiques d'été de 1976. Lors de ceux-ci, il a remporté la médaille de bronze en combattant dans la catégorie des poids mi-lourds (82-90 kg).

## Palmarès

### Jeux olympiques
- Jeux olympiques de 1976 à Montréal,  Canada
  -  Médaille de bronze.